# Schloss Falkenberg (Moosach)

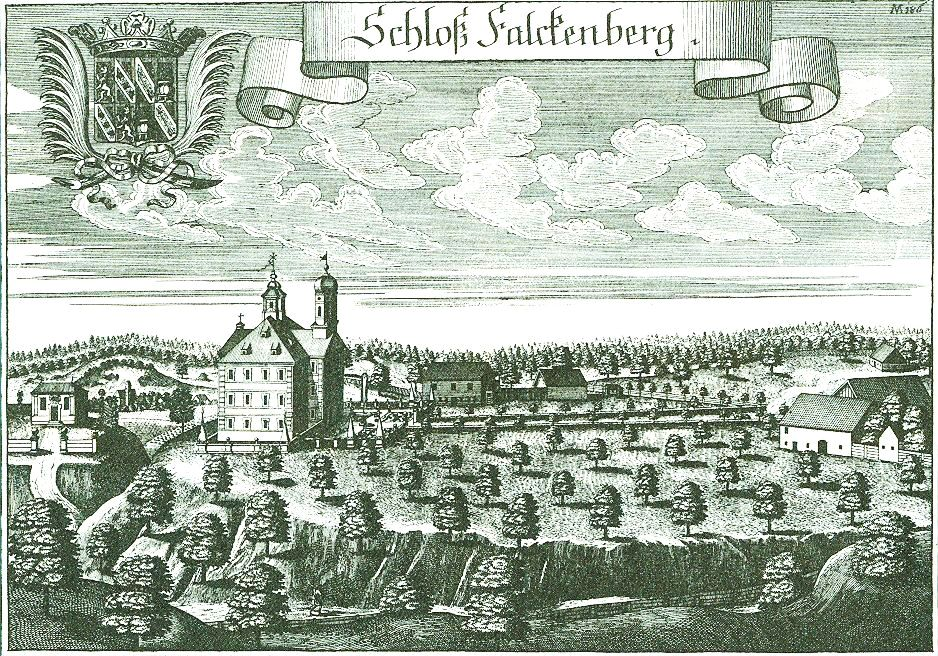
Schloss Falkenberg nach einem Stich von Michael Wening von 1701

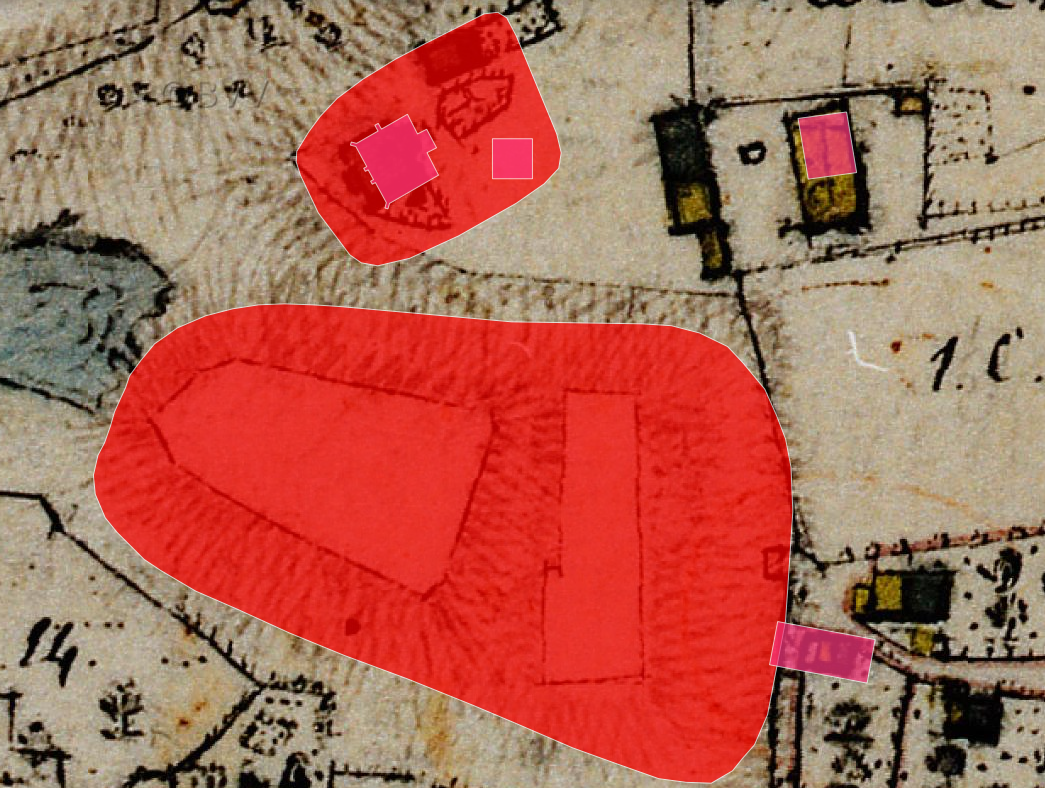
Lageplan von Schloss Falkenberg (Mitte, oben) und Burg Falkenberg (Moosach) auf dem Urkataster von Bayern

Das Schloss Falkenberg (Moosach)  ist ein Gebäude im gleichnamigen Ortsteil der oberbayerischen Gemeinde Moosach im Landkreis Ebersberg (Reiter Weg 9).

## Geschichte
Ein Vorläufer des Schlosses wird 1242 in einer Burg zu Altenbruch (heute Ortsteil Altenburg der Gemeinde Moosach), die mit der Wallfahrtskirche St. Maria zu Altenburg überbaut wurde, vermutet. Ein weiterer, zumindest ortsnaher Vorläufer ist die Burg Falkenberg, obwohl kein direkter Bezug zu diesem Bauwerk besteht.
Aus dem Jahr 1578 (bzw. 1589) datiert eine genaue Beschreibung des Guet zu Valkhnberg. Als Erbauer des Schlossgebäudes wird Alexander Schöttl, Mitglied einer Münchner Bürgerfamilie, genannt. Er hatte zuvor umfangreiche Ländereien in der Gegend von den Wittelsbacher Herzögen erworben. 1583 folgte der Bau einer Schlosskapelle, die Johannes dem Täufer geweiht war. Am 28. August 1581 wurde Falkenberg zu einer Hofmark erhoben und Schöttl erhielt die niedere Gerichtsbarkeit zugesprochen. Nach seinem Tod 1597 wurde der Falkenberger Besitz von seinen sechs Kindern verkauft, aber sechs Jahre später wieder zurückgekauft. 1599 erwarb Dr. Johann Wolfgang Freymann auf Hohenrandeckh das Schloss. 1603 kauften Martin Schöttl, Kastner in Pfaffenhofen, und sein Bruder Jakob, Stadthauptmann von München, den Besitz wieder zurück. Der letzte der Schöttls war Anton Albrecht. Er ging in ein Kloster und der Besitz wurde dem Orden übereignet. Nach den Schöttls wechselten die Besitzer in rascher Folge, es werden 20 Familien in den nächsten vier Jahrhunderten genannt. 
Der Ordensprovinzial der Augustiner verkaufte am 29. Dezember 1693 das Schloss an Johann Sebastian Freiherr von Wämpel, der den Schlossbau in bessern Stand erhebt (der Stich von Michael Wening zeigt den neuen Bauzustand). Am 20. Juli 1716 erwarb Freiherr Aloysius Clemens Franziskus Pancratius Reichsgraf von Rechberg und Rothenlöwen Falkenberg. Rechberg war kurfürstlicher Kämmerer und Pfleger von Erding. Nach seinem Tod erbte seine Tochter Maria Felicitas, Reichsgräfin von Rechberg (1709–1788), die Liegenschaft. Sie ehelichte Josef Clemens Heinrich Maria Reichsfreiherr von Morawitzky (1711–1786) aus einer polnischen Adelsfamilie. Dieser veräußerte Falkenberg an Johann Karl Joseph Reichsgraf von Preysing, welcher wiederum den Besitz am 24. Juli 1747 an Egidius de Courelle von Wachsenstein, General-Feldmarschallleutnant und Kommandant von München, und dessen Ehefrau Florentina verkaufte. Wachsensteins Witwe verkaufte 1756 den Besitz an Freiherrn Johann Adam von Schroff, geheimer Rat und akkreditierter Minister am Hof von Kurfürst Maximilian III. Josef. 1760 erwarb der kurfürstliche Hofkammerrat Max Friedrich Freiherr von Mayr den Besitz durch Heirat. 1805 verkaufte Marcus Freiherr von Mayr von Schernegg die Hofmark Falkenberg an den Kurfürstlichen Hofoberrichter Benno Ignatz von Hofstetten (1748–1811). Die Hofmark kam dann 1812 an den Sohn Anton von Hofstetten (vermutlich war sie zwischenzeitlich an Herrn von Weindl verpachtet). 1826 verkaufte Hofstetten seinen Besitz an Johann Georg Fuchs (zuvor Apotheker in Mindelheim), der am 23. August 1826 von König Ludwig I. in den Adelsstand erhoben wurde. In den folgenden Jahren wurde die Hofmark aufgehoben (Übertragung der Gerichtsbarkeit auf das Landgericht Ebersberg) und von Fuchs verkaufte auch die zum Schloss gehörenden Dominikalien. 1847 erwarb Freiherr Simon von Eichthal, Hofbankier von König  Max I., das übrig gebliebene Schloss. 1857 wurde das Schloss an den pensionierten Rittmeister Friedrich Baron von Satzenhofen verkauft, aber bereits 1860 wurde Dr. Karl Ritter von Grundner (1816–1898) Schlossherr. 1873 verkaufte auch er Falkenberg und zog nach München. Erwerber war Graf Clemens zu Pappenheim (1822–1904), verheiratet mit Hermine Gräfin von Paumgarten. Auf ihn sind groß angelegte Renovierungsarbeiten zurückzuführen. 

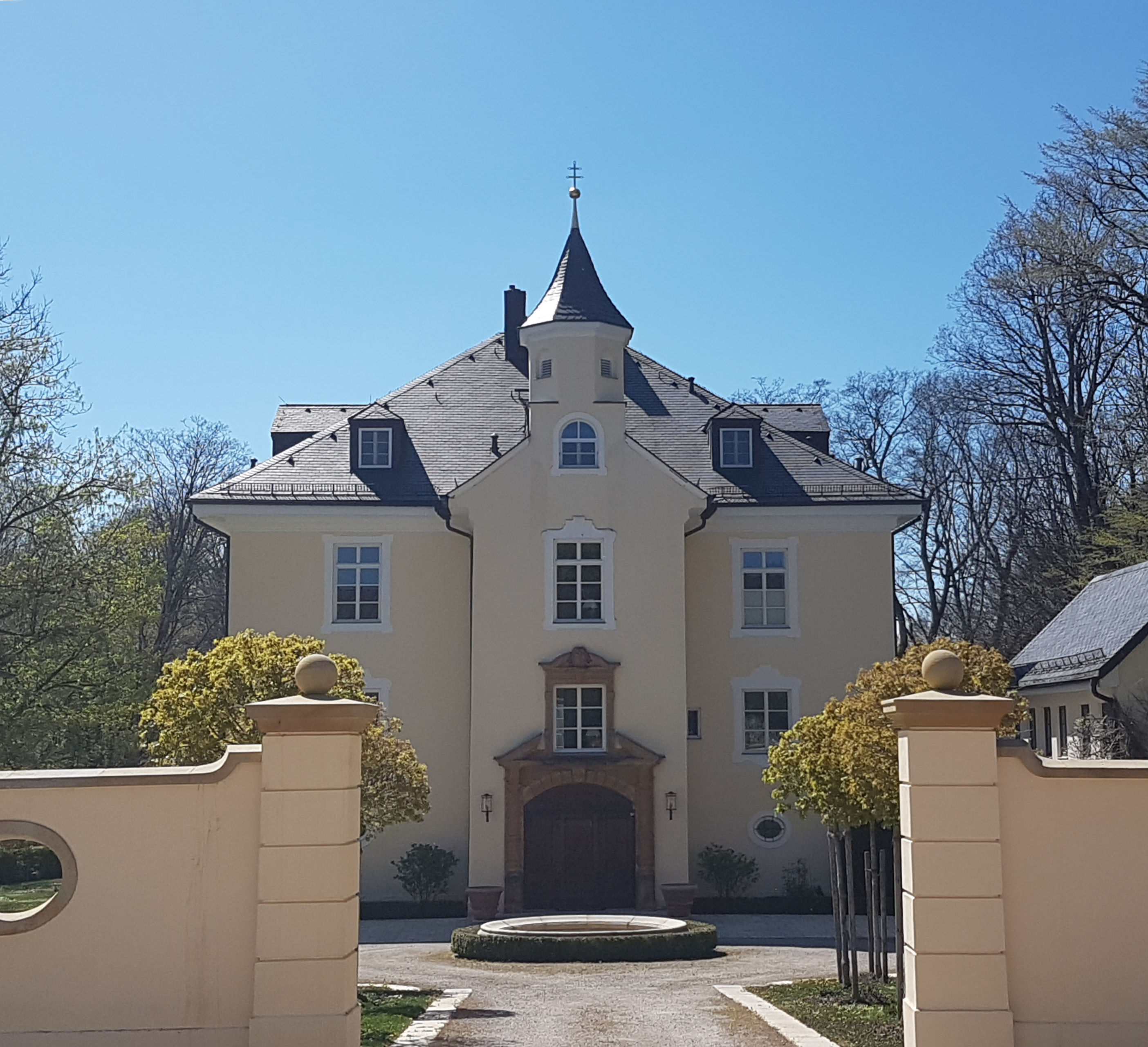
Schloss Falkenberg (2019) vom Nordosten

Danach kam Falkenberg in bürgerliche Hände. 1880 wurde es an Albert Seligmann (später Falkenberg), Direktor der Bayerischen Handelsbank in München, verkauft. 1895 kaufte Felix Heinrich Henle, der Bruder von Seligmanns Frau Johanna, Schloss- und Gutsbesitz. 1900 wurde das Schloss an Dr. Rudolf Soltmann, von Beruf Chemiker, aber später als Maler tätig, verkauft. Das Schloss wurde zu Beginn des Ersten Weltkrieges dem Roten Kreuz unentgeltlich als Genesungsheim zur Verfügung gestellt. 1943 wurde Soltmanns Sohn Albrecht, Oberst im Zweiten Weltkrieg, Schlossbesitzer. 1952 wurde das Schloss an den Missionsdienst für Christus verkauft. Seit 2000 ist es in Privatbesitz.

## Schloss Falkenberg einst und jetzt
Nach einem Stich von Michael Wening war das Schloss in der Barockzeit ein dreigeschossiger Bau mit vier Fensterachsen. Das Schloss war kreuzförmig angelegt. Auf dem Quertrakt ist als Dachreiter ein Zwiebelturm zu erkennen. Ein zweiter Turm kommt in der Verlängerung des vorderen Bauteils zum Vorschein. Das Schloss ist von einer niederen Mauer umgeben, eine Allee führt zum Haupteingang. Daneben sind Wirtschaftsgebäude sowie ein Garten mit lockerem (Obst-)Baumbewuchs zu erkennen.

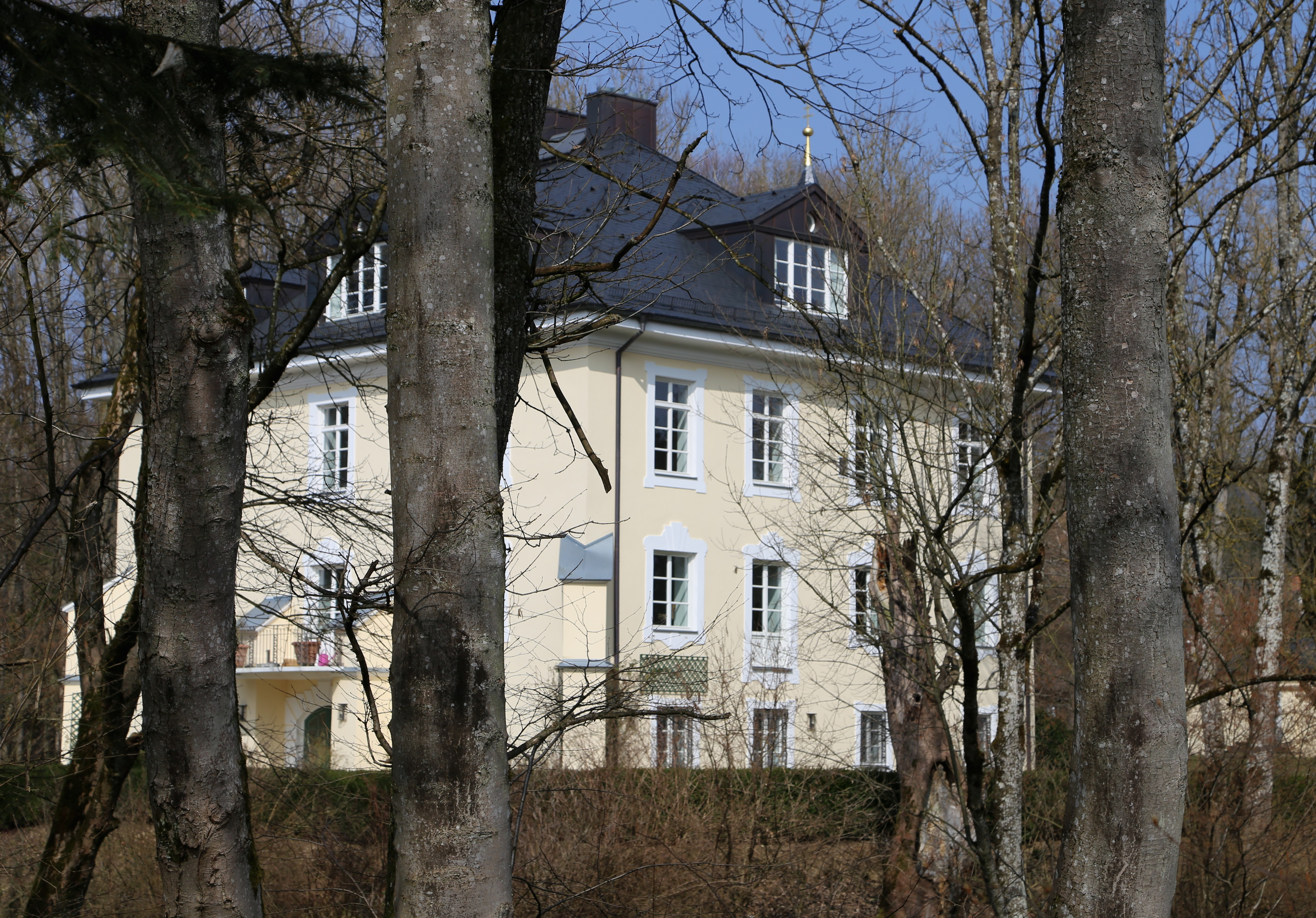
Schloss Falkenberg, Ansicht von Süden (2016)

Das heutige, in Privatbesitz befindliche Bauwerk ist im Vergleich dazu mit nur mehr drei Fensterachsen wesentlich kleiner. Es ist ein zweigeschossiger, verputzter Backsteinbau mit Walmdach und turmbekrönten Zwerchhäusern. Es stammt im Kern von 1579. Ein Umbau und eine einhergehende Vergrößerung fanden 1693 statt. Neubarocke Veränderungen stammen aus der zweiten Hälfte des 19. Jahrhunderts. Im 20. Jahrhundert wurden wesentliche Vereinfachungen der Fassade vorgenommen. Der Bau wurde aktuell nach denkmalschützerischen Gesichtspunkten restauriert. Die zum Schloss führende Schlossallee stammt noch aus dem 19. Jahrhundert.
Auch das danebenliegende und einst zu dem Schloss gehörende Gasthaus (um 1860 erbaut) ist denkmalgeschützt. 1834 wurde von den Schlossherren ein Antrag auf eine Schankerlaubnis gestellt. 1928 kauften die Großeltern des jetzigen Wirtes dem Eigentümer von Schloss Falkenberg die Wirtschaft ab.
Die Anlage ist unter der Aktennummer D-1-75-128-8 als denkmalgeschütztes Baudenkmal von Falkenberg verzeichnet. Ebenso wird sie als Bodendenkmal unter der Aktennummer D-1-7937-0105 im Bayernatlas als „untertägige frühneuzeitliche Befunde im Bereich von Schloss Falkenberg und seines Vorgängerbaus“ geführt.